# Peter Guthrie Tait
Peter Guthrie Tait (1831-1901) va ser un físic i matemàtic escocès conegut, sobre tot, per haver estat autor del Treatise on Natural Philosophy (1867) dels Elements of Natural Philosophy (1872) juntament amb Lord Kelvin i haver estat l'iniciador de la teoria de nusos.

## Vida i Obra
El seu pare va morir quan ell només tenia sis anys i la família es va traslladar a Edimburg on va ser educat pel seu oncle, John Ronaldson, un banquer amb aficions científiques. El 1841 va ingressar a la Edinburgh Academy, on va establir una amistat duradora amb James Clerk Maxwell. El 1848 va ingressar al Peterhouse de la universitat de Cambridge on va tenir com tutor William Hopkins i on va conèixer William Thomson (lord Kelvin), amb també va establir una amistat per tota la vida. El 1852 es va graduar amb les màximes qualificacions en matemàtiques.
El 1854 va ser nomenat professor de matemàtiques del Queen's College de Belfast, càrrec en el només va estar sis anys, però que li va permetre contacte directe amb William Rowan Hamilton i la seva obra sobre els quaternions. El 1860 va ser nomenat catedràtic de filosofia natural de la universitat d'Edimburg, càrrec que va mantenir fins a la seva mort.
Va ser membre de la Royal Society of Edinburgh, de la que va ser secretari general durant 22 anys (1879-1901), i va ser fundador de la Societat Matemàtica d'Edimburg.
A part del seus treballs sobre els quaternions, tema sobre el que va publicar un tractat el 1867, a partir de 1860 va començar una intensa col·laboració amb William Thomson (lord Kelvin), per editar uns amplis tractats de filosofia natural (física), que ells anomenaven T&T' (per les seves inicials).
Com a curiositat, es pot dir que era un gran afeccionat al golf i dos dels seus fills van ser campions de diferents tornejos. Ell mateix va fer estudis sobre la distància màxima a la que podia arribar una bola de golf, però un dels seus fills va aconseguir sis iardes més de les que ell havia calculat.